# Mallory Park
Mallory Park és un circuit de curses situat a Kirkby Mallory (entre Leicester i Hinckley), al comtat de Leicestershire, Anglaterra. Es va crear al tombant de la dècada del 1940 com a hipòdrom oval d'una milla (1.600 m) per a curses de cavalls. Entre el 1955 i el 1956, las pista es va asfaltar per tal de poder acollir curses d'automobilisme i de motociclisme.

## Història
A Mallory Park s'hi fan actualment competicions locals, en particular de sidecars. Anteriorment, la pista va acollir curses del Campionat Europeu de Turismes (1963-1964), el Campionat Britànic de Turismes (1958, 1960, 1963, 1967-1969, 1971-1972, 1979-1976), el Campionat Britànic de Fórmula 3 (1962-1964, 1976-1982), la Fórmula 5000 Europea (1969-1975) i el Campionat britànic de Superbike (1987-2010). A més, va acollir curses no puntuables de Fórmula 1 (1962, 1978-1980) i Fórmula 2 (1959, 1964, 1967, 1971-1973).
Durant les dècades del 1960 al 1980, Mallory Park es va fer molt conegut com a seu de la Race of the Year, una de les curses de motociclisme més importants de l'època, i del Trofeu Transatlàntic.

## Característiques
El circuit principal, que té una longitud de 2,173 km, parteix de la base de l'oval. Afegint-hi les tres xicanes creades per a curses de motociclisme, la pista arriba als 2,269 km. Les instal·lacions consten també d'un circuit de motocròs que es fa servir per al campionat britànic.